# Bostra obsoletalis
Bostra obsoletalis is een vlinder uit de familie snuitmotten (Pyralidae). De wetenschappelijke naam is voor het eerst geldig gepubliceerd in 1884 door Mann.
De soort komt voor in Europa.